# East Village
O East Village é um bairro de Manhattan em Nova Iorque, que fica a leste de Greenwich Village, ao sul de Gramercy e Stuyvesant Town, e no norte do Lower East Side. Dentro do East Village estão alguns bairros menores como Alphabet City e parte do The Bowery.
A área já foi geralmente considerada como parte da Lower East Side, mas começou a desenvolver sua própria identidade e cultura na década de 1960, quando muitos artistas, músicos, estudantes e hippies começaram a se mover para a área, atraídos pelos aluguéis baratos e da base de Beatniks que viveu lá desde a década de 1950. O bairro tornou-se um centro da contracultura em Nova York, e é conhecida como o berço e a casa histórica de muitos movimentos artísticos, incluindo punk rock  e os Nuyorican (movimento literário). , além de também tem sido o local de protestos e motins.
O East Village é ainda conhecido pela sua comunidade diversificada, vida noturna vibrante e sensibilidade artística, embora nas últimas décadas as novas gerações tenham mudado o caráter do bairro um pouco. 

## Demografia
Segundo o censo nacional de 2020, a sua população é de 71 436 habitantes e houve um decréscimo populacional na última década de -0,5%.
Residentes abaixo de 18 anos de idade representam 8,6%. Foi apurado que 23,7% são hispânicos ou latinos (de qualquer raça), 48,9% são brancos não hispânicos, 7,6% são negros/afro-americanos não hispânicos, 15,0% são asiáticos não hispânicos, 1,0% são de alguma outra raça não hispânica e 3,9% são não hispânicos de duas ou mais raças.
Possui 38 205 residências, um aumento de 3,4% em relação ao censo anterior, onde deste total, 7,7% das unidades habitacionais estão desocupadas. A média de ocupação é de 2,0 pessoas por residência.